# Ponerorchis crenulata
Ponerorchis crenulata là một loài thực vật có hoa trong họ Lan. Loài này được Soó miêu tả khoa học đầu tiên năm 1966.